# The Ecstasy of Gold
The Ecstasy of Gold („Екстазът от златото“) е композиция на Енио Мориконе, написана за филма на „Добрият, лошият и злият“ от 1966 г. Песента е свързана с напрегнатия край на филма. Филмът е третият филм от трилогията на Серджо Леоне, след „За шепа долари“ и „За няколко долара повече“, за който Мориконе пише музиката. Композицията е с продължителност 3:15 минути , размер 4/4 с 28 такта.
Металика използва композицията за откриване на концертите си от 1983 г., във версия с аранжимент на Лоренцо Бочи (Lorenzo Bocci) за духов оркестър.